# Řád oblaku a praporu
Řád oblaku a praporu (čínsky 雲麾勳章/雲麾勛章), známý také jako Řád zářícího praporu je vojenské státní vyznamenání Tchaj-wanu. Založen byl roku 1935 a udílen je v devíti třídách za přínos pro národní bezpečnost.

## Historie a pravidla udílení
Řád byl založen dne 15. června 1935 v době, kdy Japonsko expandovalo na území Číny, v roce 1932 se pokusilo zmocnit Šanghaje, v roce 1933 obsadilo několik čínských provincií a pokračovalo v přípravách na další expanzi. Založen byl za účelem vyznamenávání příslušníků ozbrojených sil za jejich odvahu, statečnost a výjimečné hrdinství projevené v boji proti nepříteli. Udílen je za přínos pro národní bezpečnost.

## Insignie
Řádový odznak má tvar zlaté osmicípé hvězdy s cípy složenými z různě dlouhých paprsků. Na této hvězdě je v pootočeném úhlu položena další osmicípá hvězda s rovnými cípy. Uprostřed této hvězdy je kulatý medailon se žlutou vlajkou a bílými oblaky na modře smaltovaném pozadí. Medailon je lemován červeně smaltovaným kruhem. Na jednom až třech horních bílých cípech jsou drobné červeně smaltované pěticípé hvězdičky.
Řádová hvězda se svým vzhledem podobá řádovému odznaku, ale je větší. V případě řádu I. třídy je zlatá, v případě II. a III. třídy je stříbrná.
Barva stuhy se v jednotlivých třídách liší.

## Třídy
Řád je udílen v devíti třídách:
- I. třída speciální velkostuha (特種大綬)
- II. třída velkostuha (大綬)
- III. třída žlutá velkostuha (黃色大綬)
- IV. třída speciální náhrdelník (特種領綬)
- V. třída náhrdelník (領綬)
- VI. třída speciální rozeta (特種襟綬附勳表)
- VII. třída rozeta (襟綬附勳表)
- VIII. třída speciální stuha (特種襟綬)
- IX. třída stuha (襟綬)

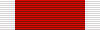
I. třída
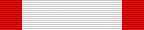
II. třída
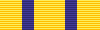
III. třída
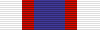
IV. třída
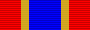
V. třída
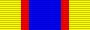
VI. třída
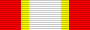
VII. třída
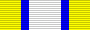
VIII. třída
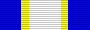
IX. třída